# غراهام غوردون
غراهام غوردون (بالإنجليزية: Graham Gordon)‏ هو جراح نيوزيلندي، ولد في 10 ديسمبر 1927 في Stratford, New Zealand ‏ في نيوزيلندا، وتوفي في 29 فبراير 2004.